# Torre de Televisión Digital de Brasilia
La Torre de Televisión Digital de Brasilia (en portugués: Torre de TV Digital de Brasília) es una torre de telecomunicaciones que proporciona señal de televisión digital a todo el Distrito Federal y su entorno. También se le conoce como la «Flor do Cerrado», la flor Cerrado. Inicialmente iba a ser inaugurada el 21 de abril de 2010, coincidiendo con el 50 aniversario de la ciudad de Brasilia, la torre se inauguró dos años más tarde, el 21 de abril de 2012.
Fue una de las últimas obras del difunto arquitecto brasileño Oscar Niemeyer, y costó 75 millones de reales brasileños.
La torre mide 182 metros contando con la antena. El edificio principal tiene dos observatorios. El más alto, a 80 metros de altura, contiene un restaurante con vistas panorámicas. El otro contiene una galería de arte.